# 安迪拉
安迪拉是巴西巴拉那州的一个市镇。总面积274.081平方公里，总人口21953人，人口密度80.1人/平方公里。